# Luis Filosa
Luis Manuel Filosa Astudillo (né le 15 février 1973 à San Félix, aujourd'hui intégrée à Ciudad Guayana, au Venezuela) est un footballeur international vénézuélien, qui évoluait au poste de défenseur.

## Biographie

### Carrière en club
Avec l'Atlético Zulia, il remporte un championnat du Venezuela.

### Carrière en sélection
Avec l'équipe du Venezuela, il joue 30 matchs (pour aucun but inscrit) entre 1993 et 2000. 
Il figure dans le groupe des sélectionnés lors des Copa América de 1993 et de 1995.
Il joue également 14 matchs comptant pour les tours préliminaires de la coupe du monde, lors des éditions 1994, 1998 et 2002.

## Palmarès
Atlético Zulia
- Championnat du Venezuela (1) :
  - Vainqueur : 1997-98.